# Dorstenia poinsettiifolia
 (10 février 2018).
Espèce
Synonymes
- Dorstenia poinsettiifolia var. grossendentata Engl.[1]

Dorstenia poinsettiifolia Engl. est une espèce de plantes à fleurs de la famille des Moraceae et du genre Dorstenia, présente en Afrique tropicale.

## Description
C'est une herbe à rhizomes rampants. Sa tige est haute de 1,5 m avec une base ligneuse. Sa partie supérieure est glabre ou avec de courts poils blancs. Ses feuilles sont spiralées, son limbe oblong à elliptique et acuminée. Son inflorescence est solitaire ou groupée par 2-4 à l'aisselle des feuilles. Son pédoncule est glabre à pubérulent. Ses fleurs sont trilobés et nombreuses.

## Écologie
Elle est présente dans la forêt ripicole et marécageuse.

## Distribution
On la trouve au Cameroun et au Gabon.

## Liste des variétés
Selon The Plant List (10 février 2018) :
- variété Dorstenia poinsettiifolia var. angusta (Engl.) Hijman & C.C.Berg
- variété Dorstenia poinsettiifolia var. librevillensis (De Wild.) Hijman & C.C.Berg
- variété Dorstenia poinsettiifolia var. longicauda (Engl.) Hijman & C.C.Berg
- variété Dorstenia poinsettiifolia var. staudtii (Engl.) Hijman & C.C.Berg

Selon Tropicos (10 février 2018) (Attention liste brute contenant possiblement des synonymes) :
- variété Dorstenia poinsettiifolia var. achoundongiana Cheek & Bygrave
- variété Dorstenia poinsettiifolia var. angularis Hijman & C.C. Berg
- variété Dorstenia poinsettiifolia var. angusta (Engl.) Hijman & C.C. Berg
- variété Dorstenia poinsettiifolia var. etugeana B.J. Pollard
- variété Dorstenia poinsettiifolia var. glabrescens Hijman & C.C. Berg
- variété Dorstenia poinsettiifolia var. grossendentata Engl.
- variété Dorstenia poinsettiifolia var. librevillensis (De Wild.) Hijman & C.C. Berg
- variété Dorstenia poinsettiifolia var. longicauda (Engl.) Hijman & C.C. Berg
- variété Dorstenia poinsettiifolia var. poinsettiifolia
- variété Dorstenia poinsettiifolia var. staudtii (Engl.) Hijman & C.C. Berg
- variété Dorstenia poinsettiifolia var. subdentata Engl.
- variété Dorstenia poinsettiifolia var. undulata Engl.